# تاکویا سوگیموتو
تاکویا سوگیموتو (انگلیسی: Takuya Sugimoto؛ زادهٔ ۳۱ دسامبر ۱۹۸۹) بازیکن فوتبال اهل ژاپن است.